# Roberto Gómez Bolaños
Roberto Mario Gómez y Bolaños, mais conhecido como Roberto Gómez Bolaños ou Chespirito (Cidade do México, 21 de fevereiro de 1929 – Cancún, 28 de novembro de 2014), foi um ator, comediante, músico, diretor, produtor, escritor, roteirista e filantropo mexicano. 
Ganhou notoriedade internacional por ter sido o criador e protagonista das séries televisivas El Chavo del Ocho ("Chaves", no Brasil) e El Chapulín Colorado ("Chapolin", no Brasil), e com o programa Chespirito, exportadas para mais de cinquenta países e que lhe garantiram o reconhecimento como um dos escritores e comediantes mais respeitados de todos os tempos. Também chegou a fazer sucesso no teatro e nos cinemas mexicanos, mas sua consagração foi mesmo na televisão, como criador e intérprete do Chaves, do Chapolin e outras personagens.
Faleceu em 28 de novembro de 2014, aos 85 anos, vítima de uma parada cardíaca, na cidade de Cancún, onde residia.

## Biografia

### Início de vida
Filho da secretária bilíngue Elsa Bolaños Cacho (1902–1968) e do pintor, cartunista e ilustrador Francisco Gómez Linares (1892–1935), Roberto Gómez Bolaños nasceu na Cidade do México em 21 de fevereiro de 1929. Roberto teve dois irmãos: Francisco e Horacio. O pai de Roberto sofria com o vício em bebida e morreu vitimado por um derrame cerebral em 1935, quando Roberto tinha apenas seis anos. Na época, Roberto ficou na janela de casa, esperando seu pai chegar, até se dar conta de que ele não voltaria mais. Sua mãe Elsa então criou os filhos praticamente sozinha e, mesmo com algumas dificuldades econômicas, conseguiu matricular os filhos nas melhores escolas da cidade e lhes dar uma vida digna. Quando Roberto ainda era criança, gostava muito de jogar futebol e praticar boxe. Ele chegou a tentar se tornar jogador de futebol, mas não pôde seguir carreira devido ao baixo peso e estatura. No boxe, chegou a ganhar um campeonato amador, mas também não seguiu adiante. Anos depois, Roberto disse que deixou de gostar do boxe.

### Adolescência
Já crescido, Roberto passou a gostar de fazer pinturas e desenhos, fazia muitas paisagens e rostos. Também chegou a servir ao exército por um ano. Por influência de um dos seus tios, que era engenheiro eletromecânico, Bolaños estudou engenharia mecânica na Universidade Nacional Autônoma do México, mas não chegou a se formar e nunca exerceu a profissão. Decidiu mudar de carreira e começou a trabalhar como escritor criativo, escrevendo para rádio e televisão durante a década de 1950.

## Carreira

### 1952–69: Primeiros trabalhos
Em 1952, Roberto viu no jornal um anúncio da agência publicitária D'Arcy, que estava contratando um aprendiz de produtor de rádio e televisão e um aprendiz de redator publicitário. Ele então decidiu se candidatar a vaga de produtor, mas quando chegou na agência, a fila para os candidatos a aprendiz de produtor estava enorme, enquanto a de redator tinha poucas pessoas. Roberto então decidiu ir na fila menor e acabou ganhando a vaga para redator publicitário. Assim, Roberto começou a trabalhar na D'Arcy, onde escreveu vinhetas, jingles, cartazes e uma tirinha humorística. Em pouco tempo, Roberto se destacou e foi contratado para escrever roteiros para programas da dupla Viruta e Capulina (Marco Antonio Campos e Gaspar Henaine). Na época, a dupla tinha um programa no rádio e, com os roteiros de Roberto, o programa se tornou um sucesso ainda maior. Viruta e Capulina então ganharam um programa na televisão, chamado Cómicos y canciones, tendo Roberto como roteirista. Um dia, um ator desse programa faltou e, como Roberto tinha escrito o roteiro e sabia o texto, ele o substituiu em cena. Assim, Roberto começou a atuar e fez diversas participações especiais no programa e também em alguns filmes. No cinema, atuou pela primeira vez no filme Dos locos en Escena de 1960. No entanto, continuou a dedicar a maior parte de seu tempo a escrever, contribuindo para o diálogo de scripts da televisão mexicana. Os roteiros de Roberto para a televisão fizeram tanto sucesso que ele logo também passou a escrever para o cinema.
Em 1958, Roberto escreveu o roteiro para o filme Los Legionarios, primeiro filme em que trabalhou. O diretor do filme, Agustín P. Delgado, ficou impressionado com o roteiro de Roberto, dizendo que era um pequeno William Shakespeare, capaz de escrever histórias tão prolíficas e versáteis quanto o autor inglês. Agustín P. Delgado então deu a Roberto uma alcunha, "Chespirito", que é a forma diminutiva e castelhanizada do vocábulo inglês Shakespeare (Chekspir). Bolaños gostou tanto do apelido que passou a usá-lo como seu nome artístico.
Roberto também escreveu peças de teatro. Ao todo, escreveu seis peças, das quais três foram encenadas. Em 1964, estreou sua primeira peça de teatro: "óSilencio, cámara, acción!". Trata-se de uma comédia protagonizada pela dupla Viruta e Capulina, com quem Roberto já havia trabalhado no rádio e na televisão. A peça foi um sucesso.
Os roteiros de Roberto para o programa Cómicos y canciones agradaram tanto que ele também foi chamado para roteirizar o programa "El Estúdio de Pedro Vargas". O sucesso foi grande e  e os dois programas passaram a disputar o primeiro lugar de audiência, sendo exibidos no mesmo canal, o Telesistema Mexicano. Chespirito permaneceu no canal até 1968, quando os dois programas chegaram ao fim. Nesse ano, Bolaños enfrentou dificuldades. Além do fim dos dois programas, Viruta e Capulina se incomodaram com o sucesso que Bolaños vinha fazendo e acharam que ele estava ofuscando a dupla. Além disso, a mãe de Roberto, Elsa Bolaños, faleceu devido a um câncer no pâncreas.
Vendo o sucesso que Roberto fazia com seus roteiros, Cantinflas, um dos maiores comediantes do México, quis fazer um programa com ele. Mas, devido à falta de dinheiro, o programa nunca foi realizado.
Além de roteirista, Chespirito também se destacou como ator, principalmente fazendo comédia. Mas, no início da carreira, ele não atuava tanto. Geralmente fazia apenas participações especiais e se dedicava mais a escrever os roteiros.
Em 1969, Chespirito foi contratado pelo produtor Sérgio Pena da recém criada Televisión Independiente de México para escrever um programa humorístico com duração de meia hora e então escreveu a série El ciudadano Gómez. Apesar de só ter durado 13 episódios, a série foi muito elogiada e fez sucesso. Nela, Chespirito, além de escrever os roteiros, atuou com o papel principal. A partir daí, Chespirito também seguiu trabalhando como ator, atuando nos seus próprios programas.

### 1970–95:Programa Chespirito,El Chapulin Colorado,El Chavo del Ochoe aposentadoria da televisão
Em 1969 e 1970 Chespirito escreveu esquetes humorísticas para o programa Sábados de la fortuna. Entre essas esquetes, estava "Los Supergenios de la Mesa Cuadrada", criada em janeiro de 1970. Essa esquete fez tanto sucesso que, em pouco tempo, tornou-se um programa independente. Ao lado de Chespirito, contracenavam Ramón Valdés, Rubén Aguirre e María Antonieta de las Nieves.
Em outubro de 1970, o programa teve sua duração aumentada e passou a exibir outras esquetes de Chespirito. O programa também mudou de nome e passou a se chamar Programa Chespirito. Nessa época, surge o Chapolin Colorado, um herói atrapalhado. Dois anos depois, foi criado a personagem que se tornaria o maior sucesso de Bolaños, o Chaves. Ambas as personagens funcionaram tão bem que as esquetes se tornaram séries independentes de 30 minutos de duração em 1973, após o fim do Programa Chespirito.
Apesar de ser mais conhecido pelos papéis Chaves e Chapolin, Chespirito também foi autor de várias personagens, como Chompiras, Dr. Chapatin, Vicente Chambon e Chaparrón Bonaparte.
Por causa de seus roteiros recorrentes, os programas se tornaram sucesso em todo o mundo, graças à simpatia de Roberto Gómez Bolaños e do grupo de atores em distintas épocas formado por Carlos Villagrán, Ramón Valdés, Florinda Meza, Rubén Aguirre, Édgar Vivar, Angelines Fernández, Raúl Padilla, Horacio Gómez Bolaños e María Antonieta de las Nieves, que também encontraram a fama internacional.
Em 1973 o Telesistema Mexicano e a Televisión Independiente de México se fundiram, dando origem à Televisa. Os programas de Bolaños passaram a ser exibidos pela Televisa e contribuíram muito para o sucesso da emissora. Chapolin foi o primeiro programa do México a ser vendido para outros países, abrindo as portas da televisão mexicana para o mundo, e com Chaves o sucesso foi ainda maior, o que levou o elenco a gravar discos do seriado e a realizar várias turnês pela América Latina, sempre com grande presença de público.
Em 1979 o programa do Chapolin chegou ao final em setembro e Chespirito o substituiu por La Chicharra. A série durou 14 episódios e mostrava as aventuras do jornalista Vicente Chambon.
Em 1980 foi a vez do programa do Chaves chegar ao fim. Bolaños então trouxe de volta o Programa Chespirito em uma nova fase. O programa mais uma vez reunia esquetes do humorista e tinha duração de uma hora semanal. Desta vez, no programa, Chespirito deu mais destaque ao Chompiras, sua personagem favorita de interpretar. Chaves e Chapolin continuaram como esquetes do programa até 1992, quando Roberto decidiu parar de gravá-los definitivamente por se achar velho demais para fazer os dois. Mas o Programa Chespirito permaneceu no ar, com outras personagens, até 1995. Nesse ano, a Televisa quis trocar os programas de comédia por telenovelas e tirar o Programa Chespirito do horário nobre. Bolaños não concordou com as mudanças e decidiu acabar com o programa. Após o fim do programa, Chespirito se aposentou da televisão. Várias emissoras de TV no mundo inteiro ainda tentaram contratá-lo, mas ele recusou todas as ofertas.
Chespirito também estrelou em filmes mexicanos, escritos e realizados por ele mesmo como "El Chanfle" e "El Chanfle 2", "Don Ratón e Don Ratero", "Charrito" e "Música de viento". Mas os filmes de Chespirito não fizeram sucesso - com exceção de "El Chanfle", que teve um dos maiores públicos e bilheteria da história do cinema mexicano.
Em 1984, Chespirito estreou sua segunda peça de teatro, "Títere". Essa é uma adaptação da história de Pinóquio, misturando elementos de comédia e musical. A peça foi um grande sucesso no México. Em 1992, estreou mais uma peça, "11 e 12". É uma comédia sobre um homem que não pode ter filhos, após ter sofrido um acidente. A peça também foi um grande sucesso no México, tendo ficado sete anos consecutivos em cartaz. Após ter se aposentado da televisão, em 1995, Chespirito ainda permaneceu apresentando a peça "11 e 12" no México por quatro anos e, eventualmente, voltou a apresentar a peça nos anos 2000.
Em 1991 dirigiu e produziu a novela Milagro y Magia, estrelada por Florinda Meza.
Em 1992 recebeu o "Prêmio de Literatura da Sociedade Geral de Escritores do México" pelo roteiro da peça "La Reina Madre".
Em 1995, publicou o seu livro "O Diário do Chaves", onde o próprio Chaves conta um pouco de sua história. O livro teve uma segunda edição em 2005.

### 1996–2014: Últimos anos, carreira como escritor e sucesso no Twitter
Entre 1996 e 1999, trabalhou na Televicine, unidade de cinema da Televisa, onde produziu mais dois filmes: "La Ultima Llamada" e "La Primera Noche".
Em 1999, Roberto teve uma grande tristeza: seu irmão Horacio faleceu, vítima de um infarto fulminante. Um ano depois, seu outro irmão, Francisco, também faleceu.
Em 2000 a rede de televisão mexicana Televisa homenageou todo o elenco dos seriados Chaves, Chapolin e Chespirito com o programa "¡No contaban con mi astucia!", ano em que o seriado completava 30 anos. Essa homenagem ficou marcada pelo reencontro de Chespirito com o ator Carlos Villagrán, que interpretou o Quico no seriado "Chaves". Os dois não se viam há mais de 20 anos.
Em 2003, publicou seu segundo livro, sendo este um livro de poemas. O livro fez sucesso no México.
Em 2005 recebeu o título de Doutor Honoris Causa em Filosofia de Vida pela Universidade Alberto Masferrer, de El Salvador.
Em 2006 foi lançada a série animada do Chaves, produzida pelo filho de Bolaños, Roberto Gómez Fernández. O próprio Chespirito supervisionou os roteiros dos episódios do desenho e participou de um especial organizado pela Televisa no lançamento da série animada, no dia 21 de outubro de 2006. No mesmo ano, Chespirito publicou no México a sua autobiografia, chamada "Sin Querer Queriendo: Memorias". Em 2007, o livro também foi lançado em outros países da América Latina, tendo Bolaños inclusive divulgado o livro na Feira do Livro de Bogotá, na Colômbia.

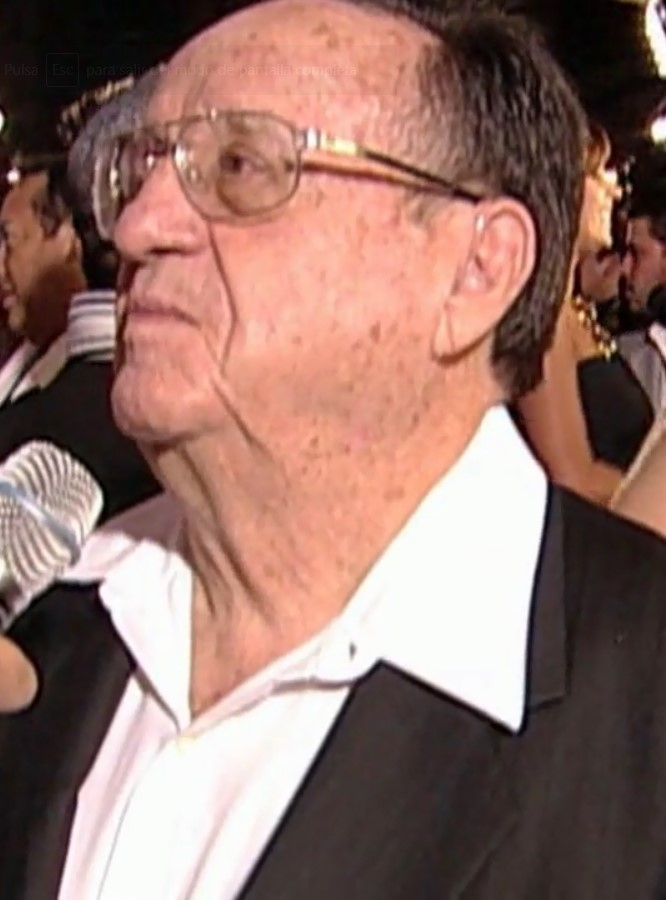
Bolaños em 2008.

Em 2008 e 2009 Roberto se despediu do teatro com uma turnê da sua peça "11 e 12". Ele apresentou a peça em vários países da América Latina, como Chile, Costa Rica, Colômbia e Peru. Quando esteve no Peru para apresentar a peça, em 2008, recebeu várias homenagens no país, inclusive do Congresso peruano e da Prefeitura de Lima. E em 2009, quando apresentou a peça na Colômbia, foi homenageado pela emissora RCN.
Em 12 de novembro de 2009 Chespirito foi internado em um hospital na Cidade do México. De acordo com declarações de seu filho Roberto Gómez Fernández, Chespirito teve de fazer uma cirurgia na próstata.
Roberto admitiu ter fumado por 40 anos, deixando por considerar plenamente ruim. Mas por ter fumado muito, sofreu uma insuficiência respiratória. Em 2011, Roberto se mudou da Cidade do México para Cancún para minimizar o efeito da doença.
Em 28 de maio de 2011, Chespirito abriu sua conta no Twitter chegando em menos de um dia a mais de 170 000 seguidores, e no segundo dia a um total de 250 000 seguidores. Em 29 de julho de 2011, Chespirito realizou uma Twitcam, que fez sucesso na internet e foi assistida por cerca de 40 000 pessoas. Em 30 de abril de 2012, ele realizou uma segunda Twitcam, mas essa não fez o mesmo sucesso da primeira, sendo assistida por pouco mais de 5 000 pessoas.

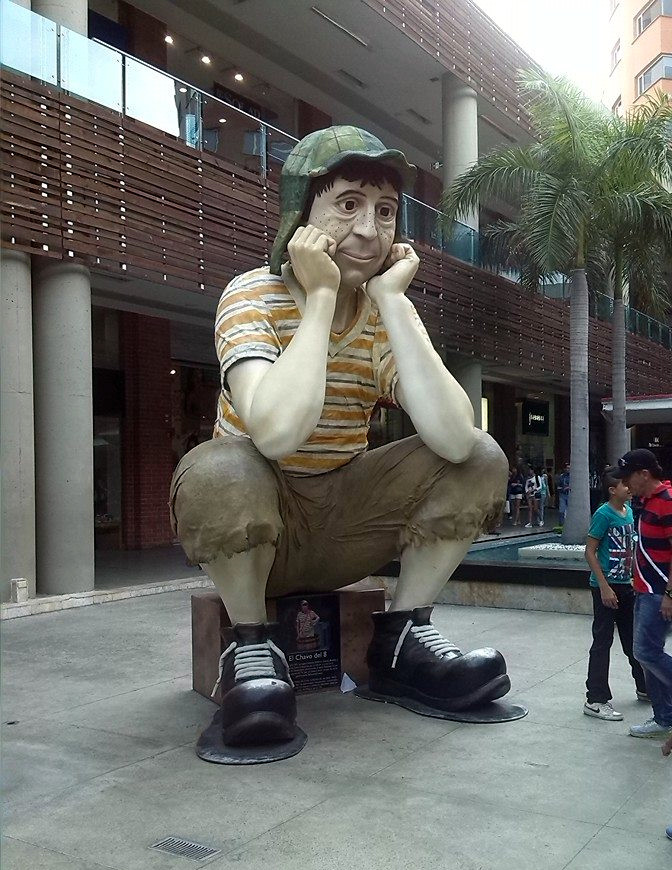
Estátua em homenagem a El Chavo.

Em 2012, um evento denominado América celebra a Chespirito em comemoração os quarenta anos de carreira do ator ocorreu em 17 países, entre eles Argentina, Brasil, Colômbia, Costa Rica, Guatemala, Equador, Estados Unidos, México, Peru e Nicarágua.
Em 2013, chegou a ter o seu perfil no Twitter invadido por hackers, mas conseguiu recuperar a conta. No dia 20 de novembro de 2013, foi condecorado com o Premio Ondas Iberoamericano pela trajetória destacada na televisão mundial.
Roberto Gómez Bolaños faleceu em 28 de novembro de 2014, aos 85 anos, devido a uma parada cardíaca, em sua casa em Cancún, no México.

## Legado
Com uma carreira que durou décadas, Bolaños se consagrou como um dos maiores dramaturgos e comediantes de todos os tempos. Com humor caracterizado de uma forma simples e carismática, fazendo parte da memória de crianças e adultos e inspirando gerações de atores, comediantes e escritores.
Roberto tem sido descrito como um dos comediantes mais reconhecidos do século XX, além de ser bem conhecido e honrado em toda a América Latina.
Para manter o legado de Bolaños, sua família criou o Grupo Chespirito, uma empresa responsável por administrar todo o legado dele. O grupo é liderado pelo filho de Bolaños, Roberto Gómez Fernández.

## Vida pessoal

### Relacionamentos e filhos
Bolaños casou-se pela primeira vez com Graciela Fernández Pierre, falecida em 26 de agosto de 2013. Tiveram os filhos Paulina, Graciela, Marcela, Teresa, Cecília e Roberto Gómez Fernández. Bolaños conheceu Graciela em um baile em 1951 e os dois se casaram em 1956, numa cerimônia simples e passaram a lua de mel em Acapulco. Foi Graciela quem confeccionou o uniforme do Chapolin. O casamento durou de 1956 a 1977, quando Bolaños decidiu se separar de Graciela.
Pouco depois, tornou-se público o relacionamento que ele teve com uma de suas colegas de elenco, a atriz Florinda Meza, que interpretou a Dona Florinda e a Pópis na série 'Chaves'. Os dois começaram o romance durante uma turnê do elenco no Chile em outubro de 1977. Antes disso,  Bolaños havia a cortejado por cinco anos, mas ele ainda estava casado e Florinda não queria se envolver com ele por considerá-lo mulherengo e infiel. Depois de um tempo, Florinda aceitou ficar com Roberto. Ele então se separou de Graciela e foi morar junto com Florinda. No México, Roberto e Florinda foram criticados por manter essa relação, já que tudo começou quando Bolaños ainda era casado com Graciela. Florinda rebateu as alegações anos mais tarde: "Eu não sou uma rouba maridos. Ele teve problemas com seu casamento e era bem conhecido por suas infidelidades".
Depois de 27 anos de uma união estável com Florinda Meza, Bolaños casou-se com ela em uma cerimônia civil no cartório, no dia 19 de novembro de 2004, e comemorou com uma grande festa num restaurante da Cidade do México.
Apesar de ter se separado de Graciela em 1977, Bolaños continuou legalmente casado com ela até 2004, quando decidiu se casar com Florinda. Por isso, somente em 2004 Bolaños se divorciou de Graciela oficialmente, para poder se casar mais uma vez. Em sua autobiografia, Roberto admitiu que foi infiel com Graciela e contou que se sentia culpado por isso, motivo pelo qual deixou para ela todos os bens que tiveram juntos. Roberto e Graciela continuaram amigos, apesar de tudo que aconteceu. Bolaños também contou que seus filhos demoraram a aceitar a relação dele com Florinda Meza.
Ele teve 6 filhos do primeiro casamento, mas nenhum com Florinda, por ter feito uma vasectomia antes de conhecer ela.
Depois que Roberto e Florinda começaram a se relacionar em 1977, Roberto deixou a Florinda interferir na direção dos programas dele. Alguns atores das séries relataram que isso causou incômodo no elenco. Em 2015, o ator Rubén Aguirre, que interpretou o Professor Girafales na série 'Chaves', falou sobre isso: "Creio que Roberto nunca se deu conta de que esta situação separava o grupo porque estava ofuscado. Falar mal dela (Florinda Meza) na frente de Roberto significava perder a amizade dele e perder tudo. Agora posso dizer que ele a endeusava".

### Nome completo e registro de nascimento
Durante anos, divulgou-se que o nome completo de Roberto era Roberto Gómez Bolaños. Mas em 2020, foi encontrada uma cópia da certidão de nascimento dele. O documento mostrou que, na verdade, o nome completo do ator é Roberto Mario Gómez y Bolaños. Além disso, apesar de ter nascido em 21 de fevereiro de 1929, Bolaños só foi registrado em 18 de junho de 1929, na Cidade do México. O filho do ator, Roberto Gómez Fernández, confirmou a autenticidade do documento.

### Problemas de saúde
Em 2003, Roberto sofreu uma bronquite aguda, necessitando ficar internado por alguns dias em Cancún.
Em novembro de 2004, pouco antes de se casar com Florinda Meza, Roberto teve uma crise de neurite e também herpes zoster, o que o fez ficar internado por alguns dias na Cidade do México.
Em julho de 2006, Roberto começou a sofrer um problema de alergia e passou a tomar uma injeção diariamente para vencer o problema.
Em dezembro de 2006, Chespirito foi internado no México por causa de uma pneumonia, mas se recuperou e deixou o hospital cinco dias depois.
Em 2008, após uma das apresentações da sua peça 11 e 12 em Ciudad Obregón, Roberto desmaiou, devido a uma queda de pressão. Ele foi socorrido pela Cruz Vermelha e logo se recuperou. Nessa ocasião, Roberto não quis ir ao hospital e ficou se recuperando em um hotel.
No dia 12 de novembro de 2009 foi internado na Cidade do México para fazer uma cirurgia na próstata. Bolaños iria participar de um leilão na capital mexicana, mas não pôde comparecer ao evento devido à cirurgia. Ele deixou o hospital dois dias depois do ocorrido, e seu filho Roberto Gómez Fernández disse que o comediante estava bem, mas não deu muitos detalhes sobre a cirurgia, dizendo apenas que foi uma operação simples.
Em fevereiro de 2010, Bolaños foi submetido a mais uma cirurgia na próstata. Após essa segunda cirurgia, o ator começou a apresentar dificuldades para andar. Sua filha, Marcela Gómez, confirmou que as cirurgias debilitaram o ator e que ele estava fazendo fisioterapia para tentar se recuperar. Em julho do mesmo ano, Roberto Gómez Fernández disse que seu pai, devido às complicações para andar, estava sofrendo depressão. Chespirito passou a andar de cadeira de rodas.
Foi convidado a participar da abertura dos Jogos Pan-Americanos de 2011, em Guadalajara; mas recusou o convite por motivo de saúde.
Desde que nasceu, Bolaños sempre teve um problema de audição no ouvido esquerdo e que foi se agravando com a idade.
Por ter fumado durante muitos anos, Roberto acabou tendo um enfisema pulmonar e sofreu de insuficiência respiratória. Com o tempo, isso fez com que ele tivesse muitos problemas respiratórios na Cidade do México, devido à altitude e a poluição da cidade. Bolaños teve que se mudar para Cancún em 2011 para poder respirar melhor, já que a cidade fica ao nível do mar. Antes disso, ele já tinha uma casa em Cancún onde costumava ficar durante parte do ano, mas com o agravamento das dificuldades para respirar, se mudou definitivamente para lá. Mesmo assim, devido aos problemas respiratórios, chegou a ir ao hospital várias vezes. Uma delas foi em 2012, quando viajou novamente para a Cidade do México para estar presente no América Celebra a Chespirito, homenagem que recebeu da Televisa. Nessa ocasião, Roberto apareceu de cadeira de rodas e usando um respirador, demonstrando estar com a saúde debilitada; e precisou ir embora antes do final da homenagem. Roberto ficou cinco dias internado em um hospital, antes de voltar para sua casa em Cancún. Essa também foi a penúltima vez que Roberto apareceu em um evento público. Após a homenagem, Roberto só fez mais uma aparição pública e muito rápida: foi no dia 1º de julho de 2012, quando ele saiu rapidamente de casa para votar na candidata Josefina Vázquez Mota nas eleições presidenciais do México. Nessa ocasião, Roberto também apareceu de cadeira de rodas e foi visto votando em uma cabine especial, instalada no Centro de Convenções de Cancún. Depois disso, devido aos problemas de saúde, o comediante não saiu mais de sua casa em Cancún e parou de dar entrevistas para a televisão, mantendo contato com os fãs apenas pelo Twitter. Roberto também queria evitar aparecer em público para que seus fãs não ficassem preocupados ao vê-lo debilitado. Muitos fãs tentaram visitá-lo em sua casa, mas poucos conseguiram, pois devido ao estado de saúde do ator sua esposa Florinda Meza não permitiu muitas visitas.
Muitos boatos sobre a saúde de Chespirito circularam na mídia e na internet. Entre eles, surgiram várias notícias falsas de que o ator teria morrido, que logo foram desmentidas por sua família, sua assessoria ou pelo próprio Bolaños.
No seu aniversário de 85 anos, em 21 de fevereiro de 2014, um familiar disse que a saúde do ator estava frágil. Em maio de 2014, amigos próximos a família disseram para a imprensa que o estado do ator era muito grave. Uma das filhas do ator publicou uma foto dele no Twitter onde Bolaños apareceu respirando com ajuda de um tubo de oxigênio.
No dia 19 de novembro de 2014, nove dias antes da morte de Bolaños, Roberto Gómez Fernández deu uma declaração à imprensa em que falou sobre a saúde de seu pai. Fernández disse que Bolaños estava bem, mas que, devido à altitude, ele já não iria retornar para a Cidade do México.
Segundo Florinda Meza, Bolaños também sofreu tardiamente o Mal de Parkinson, doença essa que agravou os problemas de saúde que ele já tinha.

#### Acidentes
Em abril de 1973, Roberto, acidentalmente, deu um tiro na própria mão. Por causa disso, ficou oito semanas sem poder gravar os seriados Chaves e Chapolin. Nesse período, a Televisa reprisou episódios de 1972 do Programa Chespirito, para suprir a lacuna no horário da exibição. Roberto se recuperou, mas ficou com sequelas do tiro na mão.
Em abril de 1979, Roberto sofreu um segundo acidente. Durante as gravações do episódio "Vinte mil beijinhos para não morar com a sogra", do Chapolin, uma parte do cenário, acidentalmente, atingiu o olho esquerdo de Roberto e o machucou. Ele também se recuperou mas teve que gravar os dois episódios seguintes usando um tapa-olho. Edgar Vivar disse em entrevistas que, por causa desse acidente, Roberto decidiu acabar com o programa do Chapolin meses depois porque percebeu que estava perdendo a agilidade para fazer cenas de ação. O Chapolin ainda continuou como uma esquete do Programa Chespirito por muitos anos, mas focando mais na comédia e com menos cenas de ação.

### Posições políticas
Roberto é primo em segundo grau do Presidente Gustavo Díaz Ordaz, que governou o México entre 1964 e 1970. A mãe de Roberto, Elsa Bolaños, é prima de Díaz Ordaz. Apesar disso, Roberto costuma se referir a Díaz Ordaz como sendo seu tio. O governo de Gustavo Díaz Ordaz ficou marcado pelo Massacre de Tlatelolco em 1968. Numa entrevista em 2006, ao ser perguntado sobre qual foi o melhor presidente mexicano, Roberto respondeu: "Gustavo Díaz Ordaz antes de 1968 foi o melhor presidente, não somente porque era meu tio, se olharmos os números da inflação que obteve, isso se justifica. Depois dele, o Salinas foi o melhor, ainda que na verdade não tenha ganhado as eleições, mas era inteligentíssimo. Fox também é muito inteligente e seus números são os melhores desde o governo de Díaz Ordaz. Agora, a resposta mais acertada que posso dar é: nenhum".
Em 2000, Roberto declarou apoio a Vicente Fox como candidato a Presidente do México. Na época, isso causou surpresa, porque até então Roberto era considerado antipolítico. Seis anos depois, o México lançou cinco selos postais de Chaves e Chapolin em homenagem a Bolaños. A emissão dos selos contou com o apoio do próprio Vicente Fox, que já era o presidente do país. Uma vez, Roberto disse que Fox era "o melhor presidente dos últimos 100 anos", mas que "não lhe tem deixado atuar".
Em 2006, Roberto gravou anúncios em que apoiava o conservador Partido de Ação Nacional (PAN) nas eleições e pedia para as pessoas votarem nos políticos do PAN. Muitos criticaram o apoio dele ao partido. No mesmo ano, Roberto também apoiou Felipe Calderón para Presidente do México.
Em 2007, havia um projeto no Congresso mexicano para descriminalizar o aborto no país. Isso gerou uma forte discussão no México sobre o aborto. Roberto participou de campanhas contra a legalização do aborto no país e, em um vídeo exibido na televisão, se posicionou contra o aborto e lembrou que sua mãe foi orientada a abortá-lo quando ela estava grávida, mas ela se recusou e graças a isso ele estava vivo. O vídeo teve repercussão no México.
Em 2008, numa entrevista para o jornal El Comercio, Roberto criticou os governos do Partido Revolucionário Institucional (PRI), que governou o México por 71 anos, entre 1929 e 2000. "Mario Vargas Llosa disse que o PRI era a ditadura perfeita. E era mesmo. A expressão é afinadíssima", disse.
Em 2012, Roberto apoiou a candidata Josefina Vázquez Mota, do PAN, para Presidente do México. No mesmo ano, Roberto usou o Twitter para criticar um movimento estudantil no México, chamado YoSoy132, que acusava a Televisa de ter favorecido a imagem de Enrique Peña Nieto nas eleições daquele ano no país. O YoSoy132 chegou a fazer um bloqueio nas instalações da Televisa por um dia em protesto e também manifestou apoio ao Sindicato Mexicano de Eletricistas. Roberto disse: "Apoiou um sindicato de péssima reputação, é suficiente para rejeitar o 132. E também é muito mau tentar silenciar a Televisa, ainda mais quando as opiniões que ela emite são pessoais. O que quer o 132? Ter permissão para dizer o que quiser e que a Televisa não possa fazer o mesmo? E eu não apoiei o Peña Nieto! Que pena! Tão simpático foi o 132 no começo...".
Ainda em 2012, Roberto também escreveu em seu perfil no Twitter: "Votei em Ernesto Zedillo, Vicente Fox, Felipe Calderón e Josefina Vásquez Mota. Apenas a última não ganhou. Não me arrependo de nenhum".

### Relação com o futebol
Roberto Gómez Bolaños era um grande admirador de futebol. Quando criança, chegou a tentar se tornar jogador de futebol em um clube chamado Marte. Mas, por causa do seu baixo peso e estatura, acabou decidindo não se tornar profissional. Anos depois, Roberto também abordou eventualmente o futebol em suas séries, além de ter feito um filme sobre futebol, o El Chanfle.
Roberto era um grande torcedor do América do México, tendo já comparecido algumas vezes ao estádio para assistir aos jogos do clube e narrado uma partida do América em 2007. Inicialmente, Roberto era torcedor do Chivas Guadalajara, mas decidiu mudar de time durante as filmagens do filme El Chanfle na década de 1970. Na época, Roberto tentou convidar alguns jogadores do Chivas para participar do filme, mas teve algumas experiências ruins com eles, o que não aconteceu com os jogadores do América. Além disso, o presidente da Televisa, Emilio Azcárraga Milmo, que era próximo de Roberto, também era um dos donos do clube América na época. Assim, Roberto acabou decidindo mudar de time e virou torcedor do América.
Embora fosse um grande torcedor do América, Roberto também demonstrou algumas vezes gostar do clube Necaxa. Em 2000, o Necaxa realizou uma homenagem a Bolaños no Estádio Azteca.
Bolaños também já demonstrou gostar muito da seleção brasileira e da seleção argentina, principalmente por causa das Copas do Mundo de 1970 e 1986, que foram sediadas no México e terminaram com o Brasil campeão em 1970 e a Argentina campeã em 1986. Bolaños disse que seu maior ídolo no esporte era Pelé (do qual conversou uma vez por telefone), seguido por Diego Maradona. Em 2005, Bolaños conheceu pessoalmente Maradona em um programa de televisão, chamado La Noche del 10 ("A Noite do Dez"), na Argentina. Na ocasião, Maradona entrevistou Bolaños e também revelou ser um grande fã dele e do seriado Chaves.
Outro jogador que Roberto admirava era o atacante Enrique Borja, que disputou as Copas do Mundo de 1966 e 1970 pelo México e jogou quase toda a sua carreira no clube América do México. No seriado Chaves, a personagem dizia que iria ser um jogador como o Borja. Roberto e Borja chegaram a ser amigos, em razão da paixão de Roberto pelo clube América.

### Relação com o Brasil
Em 1981, Roberto Gómez Bolaños veio ao Brasil enquanto fazia uma viagem a caminho do Paraguai (onde estava fazendo uma turnê com o elenco de "Chaves"). Na ocasião, esteve em Foz do Iguaçu por dois dias. Nessa viagem, Roberto conheceu as Cataratas do Iguaçu e também a Usina Hidrelétrica de Itaipu. Até onde se sabe atualmente, esta foi a única vez em que ele esteve no Brasil.
Há relatos de que no início da década de 1990 ele também teria vindo uma vez ao Rio de Janeiro e visitado a Editora Globo, que na época lançou gibis de Chaves e Chapolin no país, mas ainda não há confirmação se essa vinda ocorreu.
Em uma viagem a Buenos Aires, Bolaños se encontrou na rua com um grupo de brasileiros, que lhe pediram autógrafos. Neste dia, percebeu pela primeira vez que era querido no Brasil.
Chespirito realizou turnês com o elenco de Chaves nas décadas de 1970 e 1980, se apresentando em vários países, mas nunca trouxe as turnês para o Brasil. O motivo foi o idioma, pois Bolaños acreditava que causaria estranheza nos brasileiros ver as personagens falando espanhol. Ele e os outros atores do elenco chegaram a fazer aulas de português para se apresentar no Brasil. Depois disso, Chespirito quase realizou uma turnê no Brasil em 1992, com os atores que ainda estavam no programa. Mas o momento político do país, que passava por várias manifestações contra o então presidente Fernando Collor, fez com que a turnê fosse cancelada.
Bolaños teve vários dubladores no Brasil. O mais conhecido e admirado pelos fãs é Marcelo Gastaldi, que o dublou na dublagem clássica de Chaves e Chapolin exibida pelo SBT. Gastaldi ainda escolheu os dubladores, foi um dos diretores dessa dublagem e adaptou várias piadas para o português, de modo que o sucesso das séries de Bolaños no Brasil também se deve muito a ele. Marcelo Gastaldi faleceu em 1995, aos 50 anos. Em 2011, o SBT foi condenado a indenizar a família de Gastaldi por ter exibido sua dublagem em Chaves e Chapolin durante anos sem pagar os direitos devidos.
Em 1996, segundo Florinda Meza, a Globo ofereceu a Bolaños uma proposta de 10 milhões de dólares para comprar os direitos literários de Chaves. A intenção da emissora não era exibir a série, mas sim de criar produções baseadas nos roteiros de Bolaños. Mas o humorista recusou a proposta, preferindo manter sua fidelidade com a Televisa.
Em 1997 o SBT quis fazer uma versão brasileira de Chaves e chegou a enviar um representante ao México para negociar com Roberto a realização do programa, mas o projeto não se concretizou; na época, Bolaños alegou falta de tempo para o projeto.
Em 2006 Roberto disse que iria vir ao Brasil para o lançamento de seu livro O Diário do Chaves, mas ele não veio, por motivo desconhecido.
Em 2007, um fã brasileiro, Fábio Rogério, conheceu Bolaños e sua esposa Florinda Meza no México. Na ocasião, ele gravou um vídeo mostrando o encontro.
Bolaños tem grande admiração pelo brasileiro Pelé e já disse várias vezes que o jogador é seu ídolo. Uma vez, o próprio Pelé conversou com Bolaños por telefone e lhe pediu que fizesse um filme de Chaves. Mas Bolaños recusou, porque acreditava que Chaves só daria certo na televisão.
A apresentadora Xuxa propôs que Bolaños escrevesse roteiros para o programa dela na Globo, o que também não aconteceu. Bolaños também alegou falta de tempo para isso.
No Brasil, Bolaños chegou a ser comparado com os também atores e comediantes Renato Aragão e Chico Anysio. O próprio Renato Aragão disse se inspirar em Bolaños: "Eu era viciado em Chaves. Achava ele um gênio".
Em 1988, o apresentador Gugu Liberato foi ao México e entrevistou Bolaños e outros atores de Chaves. A entrevista, que foi exibida no programa Viva a Noite em janeiro de 1989, foi a primeira de Chespirito a um jornalista brasileiro. Ele voltou a dar outras entrevistas para programas brasileiros ao longo dos anos. A última foi dada ao Ratinho em 2011 e exibida no Programa do Ratinho. Nela, Roberto Gómez Bolaños mandou uma mensagem para os seus fãs nos Brasil: "Agradeço de todo o coração o que falam de mim no Brasil. Creio que nem mereço, digo isso sinceramente. Então agradeço muito mais. Amo vocês, seja como vocês são, como eu conheço vocês: muito alegres, muito brincalhões, bons, sejam muito, muito brasileiros. Brasil, amo vocês, eu te amo". No mesmo ano, o SBT tentou trazer Bolaños ao Brasil para o especial de 30 anos da emissora - o próprio Ratinho convidou Bolaños para vir ao Brasil quando o entrevistou. Mas, por causa dos problemas de saúde do ator, os médicos dele não autorizaram a viagem e Bolaños teve que recusar o convite. Porém, em conversas posteriores com os fãs pela internet, Bolaños declarou que gosta muito do Brasil e que, quando sua saúde melhorasse, pretendia visitar o país e agradeceu o carinho dos fãs brasileiros.
Em 2012, o apresentador Vesgo, do programa Pânico na Band, foi até a casa de Bolaños em Cancún tentar lhe entregar um sanduíche de presunto, comida favorita do Chaves, e flores de presente para Florinda Meza. Vesgo não conseguiu ter acesso à casa e foi expulso do local pelos seguranças do condomínio, mas deixou os presentes na porta da casa de Bolaños. Em uma twitcam dias depois, Bolaños disse ter recebido os presentes.
Em janeiro de 2013, dois fãs brasileiros, Maurício Trilha e Fábio Ribeiro, visitaram Bolaños na casa dele em Cancún. Nessa visita, Bolaños e sua esposa Florinda Meza gravaram com eles alguns vídeos para um evento de fãs de Chaves no Brasil. Bolaños disse nessa visita que gostava do Brasil e que se arrependia muito de não ter vindo mais ao país enquanto podia. Meses depois, em setembro de 2013, outros três fãs brasileiros, Filipe, Pablo e Dionatã, também conseguiram visitar Bolaños na casa dele em Cancún.
Em 2014, Bolaños acompanhou pela TV a Copa do Mundo realizada no Brasil. Na Copa, muitos torcedores brasileiros e mexicanos homenagearam Bolaños se vestindo como suas personagens, principalmente como o Chapolin. O gesto emocionou Chespirito.
Em agosto de 2014, Chespirito escreveu uma mensagem no Twitter agradecendo ao SBT por manter as séries Chaves e Chapolin no ar por 30 anos no Brasil. "Obrigado ao SBT. Sobretudo, muito obrigado a vocês, brasileiros. Amo vocês. Chespirito", escreveu o ator.
A última mensagem de Chespirito em seu perfil no Twitter foi para uma fã brasileira, em que ele disse: "Todo meu amor para o Brasil".

### Filantropia
Chespirito é fundador da Fundación Chespirito IAP, uma ONG criada em setembro de 2007, que leva saúde e educação a crianças carentes. A fundação é sustentada através de doações e leilões, e ajudou mais de 200 mil crianças de 13 instituições do país.

## Controvérsias

### Ditadura de Pinochet
Em 1977, Roberto realizou uma turnê com o elenco de Chaves no Chile. Apesar da turnê ter sido um sucesso, também recebeu fortes críticas porque o Chile estava sob a ditadura de Augusto Pinochet e a apresentação do elenco foi realizada no Estádio Nacional de Santiago, mesmo local em que milhares de pessoas foram presas e torturadas pelo regime. Isso fez com que Roberto fosse acusado de apoiar a ditadura chilena e as prisões e torturas feitas por ela, o que ele negou. Roberto disse em sua autobiografia que ele e os atores não sabiam das prisões e torturas no estádio pelo regime de Pinochet mas que, se soubessem, também teriam se apresentado e explicou comparando a situação com o ocorrido em Zócalo, na Cidade do México. "Seguindo essa lógica, nenhum ator deveria se apresentar em Zócalo, onde foi turvada a memória de todos que foram assassinados durante a Decena Trágica", disse Bolaños. Ele também disse que, pelo público, valeu a pena se apresentar no estádio. "Como esquecer a longa ovação que nos deram enquanto fizemos duas voltas olímpicas, apesar de termos acabado ofegantes de cansaço? Valeu a pena, né?"

### Humor pastelão, bullying, politicamente incorreto e repetição em seus programas
Apesar de ser considerado um dos maiores comediantes de todos os tempos, o humor que Chespirito usou em suas obras também recebeu críticas. Em 1984, o historiador mexicano Enrique Krauze disse que detestava o estilo de Bolaños por banalizar a comédia e usar de humor pastelão, mas com o passar dos anos Krauze mudou de opinião sobre Bolaños. Em 2014, Luís Carrasco, professor de Comunicação da Universidade Nacional Autônoma do México, disse que: "Em seus programas havia um autêntico bullying. Todos zombavam de todos, todos contra um e era muito normal. Se hoje fosse feito o que acontecia nesses programas, não creio que seria tão aceito e tantas críticas poderia causar. Além disso, quando suas produções passaram para a Televisa, Chespirito começou a responder a questões mais comerciais. Já não apostava em diálogos, em histórias, mas sim no humor pastelão, nos insultos e na zombaria dos aspectos físicos". O sociólogo Raúl Rojas Soriano, também da UNAM, disse que: "Há comportamentos classistas e machistas (em sua obra). As situações que ocorrem entre as personagens (de Chespirito) poderiam parecer engraçadas, mas na realidade são um reflexo grave da sociedade e o programa (Chaves) não apresenta soluções para melhorar a vida social dos habitantes de uma vizinhança. Ao contrário, os difama cada vez mais". Rosana Alvarado, vice-presidente da Assembleia Nacional do Equador em 2014, disse que: "Parte de Chespirito e do Chaves não eram comédia. Não é humor bater em uma criança, tratá-la como 'estúpida' ou ridicularizá-la. Isso não". Críticos também disseram que os programas de Bolaños, incluindo Chaves, usavam muitas situações politicamente incorretas como forma de humor. Por outro lado, Álvaro Cuenca, especialista em televisão mexicana, observa que: "Isso era o humor da época. É preciso entender o contexto em que ele trabalhava. Não é um comediante que teve todos os recursos disponíveis atualmente". Outra crítica era de que Bolaños repetia demais as histórias, piadas e situações em seus programas. Álvaro Cuenca também o defende nesse ponto, dizendo que repetir é normal para um comediante.
Na década de 1970, quando Bolaños criou a personagem Pópis no seriado Chaves, inicialmente a personagem tinha uma voz fanha como forma de ser engraçada. Um dia, Bolaños recebeu a carta de um telespectador reclamando que seu filho também tinha a voz fanha e, por causa disso, todos estavam comparando ele com a Pópis e caçoando dele na escola. Comovido com o relato, Roberto retirou a personagem do seriado por um ano e depois a trouxe de volta sem a voz fanhosa. No Brasil, a dublagem manteve a Pópis com a voz fanha.
Em 2012, segundo declarações de seu filho Roberto Gómez Fernández, Chespirito admitiu que havia bullying em seus programas, citando como exemplo a personagem Nhonho do Chaves, que é feito motivo de piada por ser gordo. Fernández disse que na época em que os programas foram feitos a comédia costumava fazer piadas com as características físicas das pessoas, por exemplo. Mas que isso mudou, seu pai Chespirito está consciente das consequências que isso pode causar e não criaria hoje em dia personagens vítimas de bullying.

### Boatos sobre narcotráfico
Em 2007, Fernando Rodríguez Mondragón, filho do chefe de narcotráfico de Cali, Gilberto Rodríguez Orejuela, publicou um livro onde disse que Bolaños e o cantor mexicano Juan Gabriel se apresentaram em festas de narcotraficantes na Colômbia. Isso fez surgirem boatos de que Bolaños teria estado envolvido com narcotraficantes. Perguntado sobre o assunto, Bolaños sempre negou ter qualquer relação com narcotraficantes ou em ter se envolvido em negócios do crime organizado. Sustentou que, quando ele dá um espetáculo, não pede às pessoas que vão assistir que se identifiquem e, portanto, se narcotraficantes vieram a assistir os shows dele na Colômbia, foi sem que ele soubesse.
"Nunca estive ligado ao narcotráfico, em nenhuma de suas formas, nem fui amigo pessoal de nenhum narcotraficante, nem participei de negócios provenientes de tal indústria criminosa, nem direta nem indiretamente. O que sim posso afirmar categoricamente é que não conheço as pessoas citadas nesta nota jornalística, e que nunca estive confraternizando com elas em alguma festa privada. Se estiveram presentes em um show meu ou houve coincidência de ordem física em algum lugar do mundo, e em qualquer data, foi sem que eu tenha consciência disso e sem que tenha envolvido relação pessoal ou profissional", disse Bolaños em um comunicado à imprensa em 2007.
Em 2008, o ator Carlos Villagrán comentou o assunto e acusou Bolaños de trabalhar para narcotraficantes. O próprio Bolaños, mais uma vez, negou. Após a morte de Bolaños, Villagrán voltou a falar no assunto e disse que Bolaños teria trabalhado com o famoso narcotraficante Pablo Escobar. O filho de Pablo, Juan Escobar, negou as declarações de Villagrán.

### Críticas aGuernicade Pablo Picasso
Em 2007, Bolaños criticou a obra Guernica, de Pablo Picasso, o que gerou controvérsia. Disse que essa pintura é apenas "uma caricatura" e que, antes de expressar a dor de um povo, parece na obra que "o vilão está festejando com seu ataque".

### Contra os protestos de rua
Roberto também causou controvérsia por declarações que fez dizendo ser contra a realização de protestos de rua. Disse que tais manifestações apenas diminuem o tempo e a capacidade para o trabalho, além de aumentar a raiva das pessoas.

### Final trágico de El Chavo
Em 2008, durante uma viagem ao Peru, Roberto revelou que, muitos anos antes, havia pensado em fazer um episódio final para o Chaves, sua personagem mais famoso. Nesse episódio final, o Chaves morreria atropelado, tentando salvar outra criança de ser atropelada na rua. Mas uma das filhas de Roberto, Graciela, o convenceu a desistir desse final pois poderia chocar o público, principalmente as crianças. Outro motivo que Graciela disse foi que muitas crianças poderiam querer imitar o Chaves e se atirar em frente aos carros na rua. Assim, Roberto desistiu dessa ideia e esse episódio final nunca foi feito.

### Conflitos com elenco de Chaves
Em sua carreira, Roberto Gómez Bolaños teve conflitos com dois atores do elenco de Chaves: Carlos Villagrán, que interpretou a personagem Quico; e María Antonieta de las Nieves, que interpretou a Chiquinha.

#### Carlos Villagrán
Os conflitos com Villagrán começaram ainda durante as gravações do seriado na década de 1970. Em 1976, Carlos assinou um contrato de exclusividade com uma gravadora para fazer discos solo do Quico. Isso não agradou Bolaños porque Villagrán assinou o contrato sem avisá-lo antes e isso impossibilitou que o Quico estivesse no disco da turma do Chaves que o elenco lançou na época. Carlos estava fazendo muito sucesso com o Quico e, no início de 1979, ele deixou de fazer parte do elenco. Na época, Villagrán disse para a imprensa que saiu porque queria tentar carreira solo. Mas anos depois, ele mudou essa versão e disse que teria sido tirado da série, o que causou certa polêmica. Villagrán disse que Chespirito e os outros atores do elenco sentiam inveja dele, porque o Quico fazia mais sucesso entre os fãs do seriado do que o próprio Chaves; e que por isso Chespirito e os outros teriam tentado diminuir a personagem e depois o tiraram do programa. Já Chespirito, assim como os outros atores, disse que Carlos saiu por vontade própria, porque queria seguir carreira solo com o Quico. Eles também disseram que Carlos era indisciplinado, se deixou levar pela popularidade do Quico e queria ser a estrela do programa, o que causou muitos problemas ao grupo - e fez com que quase todos ficassem brigados com Villagrán. Depois da saída, Carlos pretendia continuar se apresentando como Quico no México e fazer um programa com a personagem na Televisa, mas se recusou a colocar o nome de Bolaños como criador do Quico nos créditos. Carlos alegou para isso que ele seria o criador do Quico e não Bolaños. Chespirito não aceitou isso e, tendo os direitos autorais sobre a personagem Quico, não autorizou Villagrán a fazer o programa. Roberto falou em entrevistas que, depois disso, Villagrán o processou pelos direitos autorais do Quico, mas perdeu a disputa na Justiça rapidamente porque Roberto tinha um documento assinado pelo próprio Carlos em que este reconhecia Roberto como o criador da personagem. Carlos chegou a alegar na justiça que Roberto o obrigou a assinar o documento, ameaçando cortar seu salário; mas isso não era verdade porque não era Roberto quem pagava os salários dos atores e sim a Televisa. Mesmo perdendo na justiça, Carlos Villagrán continuou querendo se apresentar como Quico sem reconhecer o direito autoral de Bolaños, o que levou o presidente da Televisa, Emilio Azcárraga Milmo, a ordenar que nenhuma emissora do México contratasse Villagrán para fazer a personagem. Além do México, Azcárraga vetou várias emissoras estrangeiras de contratarem Carlos Villagrán para fazer o seu programa como Quico, já que Villagrán insistia em dizer que a personagem era dele e não de Bolaños. Nessa época, Villagrán tentou fazer shows como Quico na Argentina, mas assim que desembarcou no país, os organizadores receberam um telegrama de Bolaños proibindo os shows. Revoltado com isso, Villagrán declarou na época que gostaria de colocar uma recompensa pela cabeça de Bolaños. Para poder continuar se apresentando como Quico, Carlos Villagrán registrou a personagem em seu nome com outra grafia, "Kiko", como se fosse outra personagem; e foi para a Venezuela realizar seu programa solo. Quando Azcárraga soube que Carlos tinha ido fazer o Quico na Venezuela, sugeriu a Roberto que processasse Villagrán para impedi-lo de usar o Quico definitivamente, mas Roberto preferiu não fazer isso e deixou Villagrán seguir com a personagem. Na Venezuela, Carlos Villagrán foi trabalhar na emissora RCTV, onde fez vários programas solos como Quico. Um desses programas, Federrico, tinha personagens e roteiros muito semelhantes aos de Chaves, o que gerou suspeitas de plágio. Apesar disso, Chespirito também não quis processar Villagrán. Posteriormente, Villagrán contestou publicamente o direito autoral de Bolaños sobre a personagem Quico e alegou que era mais dono da personagem por tê-lo interpretado e lhe dado algumas características, como as bochechas grandes, os bordões e o traje de marinheiro. Carlos ainda fez várias declarações criticando Bolaños e o chamando de invejoso e egoísta. Boatos diziam que Chespirito e Carlos Villagrán teriam brigado também por causa da atriz Florinda Meza, que antes de se envolver com Chespirito, chegou a namorar Villagrán. Tais boatos nunca foram confirmados, mas Villagrán chegou a acusar a atriz de influenciar Chespirito para que ele reduzisse o espaço do Quico na série. Por causa desses conflitos, Chespirito e Carlos Villagrán ficaram anos sem se falar e só voltaram a se reencontrar na homenagem da Televisa aos 30 anos da série, em 2000. Eles chegaram a fazer as pazes nesse reencontro mas, apenas uma semana depois, Villagrán deu outra declaração falando mal de Roberto em uma entrevista na Argentina, o que deixou Bolaños magoado. Depois disso, os dois nunca mais se falaram. Mas Villagrán continuou fazendo algumas declarações fortes. Em 2008, Villagrán disse que Chespirito e outros atores do elenco teriam estado envolvidos com narcotraficantes colombianos, o que causou polêmica e foi negado pelo próprio Roberto. Anos depois, Villagrán acusou Bolaños de trabalhar para o narcotraficante Pablo Escobar, o que foi negado pelo filho de Pablo, Juan. Villagrán também continuou falando mal de Bolaños e o atacando publicamente várias vezes. Chespirito e sua família não quiseram comentar as declarações de Villagrán.

#### María Antonieta de las Nieves
Após o fim do Programa Chespirito em 1995, María Antonieta de las Nieves quis continuar se apresentando como Chiquinha em outros projetos. Para poder fazer isso, ela pensou, inicialmente, em registrar a Chiquinha no nome dela com outra grafia, "La Chilis", assim como fizera Carlos Villagrán para poder usar o Quico. Mas, ao chegar no Instituto Nacional de Direitos do Autor para fazer o registro, María descobriu lá que Roberto não havia renovado o registro dele da Chiquinha desde 1982. Ela então fez um novo registro, colocando a Chiquinha, com o mesmo nome do seriado, no nome dela e assim passando a ter os direitos de uso exclusivo da personagem. María fez o registro sem falar com Chespirito antes ou lhe pedir autorização para fazer o registro. Cinco anos depois, em 2000, Roberto Gómez Fernández assumiu os negócios do pai e, ao checar os registros de todos as personagens dele, descobriu que María havia registrado a Chiquinha no nome dela. Fernández procurou María Antonieta e lhe pediu que devolvesse a Chiquinha para Bolaños, mas ela recusou. Foram feitas negociações, mas María insistiu em não devolver a personagem para Bolaños. Por isso, em 2001, Chespirito iniciou um processo pelos direitos da personagem Chiquinha. Por conta dessa situação, María sofreu um pré-infarto em 2002, mas logo se recuperou. Chespirito e seus advogados acusaram María de agir com má fé, por ter registrado a personagem criada por Bolaños no nome dela e sem avisar. María, por sua vez, alegou que ela teria criado a Chiquinha e não Bolaños; e que portanto podia sim ficar com a personagem. Segundo María, Chespirito criou apenas o nome da personagem, mas toda a caracterização da Chiquinha teria sido criada por ela e antes mesmo do programa ser feito. Já Bolaños disse ser o autor e alegou que a própria María assinou um documento, na década de 1970, em que reconhecia que a autoria da Chiquinha era dele. Ele também admitiu que não renovou o registro da Chiquinha, mas alegou que não foi avisado para renovar e que ainda teria direito sobre a personagem por ser o autor. Antes amigos, Chespirito e María Antonieta se distanciaram e passaram a trocar acusações e ataques pela imprensa. María acusou Chespirito de ter tentado impedir que o programa dela, Aquí está la Chilindrina, fosse exibido na televisão em 1994. Segundo María, Chespirito não queria que o programa fosse ao ar e o programa só foi exibido depois que ela pediu ajuda ao presidente da Televisa, Emilio Azcárraga Milmo, que aceitou exibi-lo. Já Chespirito, por sua vez, disse que somente pediu que fosse colocado nos créditos uma nota dizendo que ele havia dado autorização para usar a Chiquinha no programa e, depois que essa nota foi colocada, o programa foi exibido normalmente. María também acusou Chespirito de querer impedi-la de trabalhar como Chiquinha e ele negou, dizendo que nunca quis impedi-la disso, apenas queria recuperar os direitos da personagem. Em 2003, o Instituto Nacional de Direitos do Autor, em primeira instância, deu vitória para María Antonieta pois considerou que, como o registro de Roberto estava vencido, María podia, sim, registrar a Chiquinha no nome dela e seguir fazendo uso da personagem, já que ela renovou o registro em 2000. O Instituto entendeu também que não havia má fé por parte da María em ter registrado a Chiquinha sem avisar porque, pela lei mexicana, fazer o registro de uma personagem não depende de autorização do autor. María comemorou essa vitória e disse que sempre iria autorizar Bolaños a usar a Chiquinha, desde que ele pedisse antes. Mas Chespirito não concordou em perder os direitos sobre a Chiquinha e ter que pedir autorização para usar uma personagem que ele criou. Os advogados de Chespirito entraram com um recurso no próprio Instituto, que foi negado. Eles então recorreram para a segunda instância, o Tribunal de Justiça Fiscal e Administrativa do México e o processo continuou. Em 2005, María Antonieta chegou a declarar que tanto ela como Chespirito iriam poder usar a personagem Chiquinha e que a briga tinha chegado ao fim. O que aconteceu foi que ela e Chespirito se encontraram, por coincidência, numa viagem a Miami. Nessa ocasião, os dois tiveram uma conversa amigável e depois disso María acreditava que a briga iria terminar. Mas, após esse encontro, María nunca mais conseguiu falar com Chespirito – ela ligava para a casa dele, mas ele não atendia. Não houve acordo entre eles e, na justiça, o processo continuava. Como Bolaños não tinha mais os direitos sobre a personagem, a Chiquinha ficou ausente da série animada do Chaves, que estreou em 2006. María não gostou da ausência da Chiquinha no desenho e acusou Roberto Gómez Fernández, filho de Bolaños e produtor do desenho, de boicotá-la. Assim, a ausência da Chiquinha na série animada reacendeu a briga entre Chespirito e María Antonieta. Em 2010, a imprensa mexicana divulgou que Chespirito teria iniciado um novo processo pelos direitos autorais da Chiquinha, mas Roberto Gómez Fernández negou essa informação. Porém, em 2013, María declarou que o processo contra Bolaños terminou e que ela venceu. Roberto Gómez Fernández negou, dizendo que ainda não havia uma decisão judicial definitiva e avisou que iria continuar com o processo. Assim, o processo seguiu. No decorrer do processo, os tribunais do México reconheceram que a autoria da Chiquinha era de Bolaños e não de María, mas mesmo assim mantiveram a vitória de María, com a justificativa de que o processo não era sobre qual dos dois era o autor da personagem mas sim se o registro feito por María (que lhe garantiu o uso exclusivo da Chiquinha) era válido e eles entenderam que sim. Pelas leis do país, não é necessário que quem faz o registro de uma personagem seja o autor, podendo ser qualquer pessoa, desde que cumpra determinados requisitos; e o registro feito pela María cumpria os requisitos exigidos. Florinda Meza e parentes de Bolaños relataram que essa briga com María causou muita decepção a Chespirito e que ele se decepcionou mais com esse conflito do que o com Carlos Villagrán. Após a morte de Roberto em 2014, o processo foi encerrado e, como já havia sido decidido anteriormente, María ficou com os direitos da personagem. Assim como Villagrán, María alegou que, por ter interpretado a personagem, ela seria a dona da Chiquinha.

#### Alegações de Chespirito e acontecimentos relacionados
Em 2004, Chespirito disse, em um programa de televisão do Chile, que Carlos Villagrán e María Antonieta de las Nieves têm o nível intelectual muito baixo e que, por causa disso, não conseguia conversar com eles nas turnês que o elenco de Chaves fazia. Mas disse que falou isso sem querer humilhá-los, de forma totalmente secundária.
Por causa de todos esses conflitos, Carlos Villagrán e María Antonieta de las Nieves não foram convidados para o América Celebra a Chespirito, homenagem da Televisa a Chespirito, em 2012.
Em 2013, após Carlos Villagrán fazer mais uma declaração atacando Bolaños em um programa de televisão do Peru, o próprio Bolaños se manifestou. Na ocasião, ele disse que Carlos e María o procuraram, mas descartou uma reconciliação com ambos. "Eles me procuraram, me ligaram aqui em casa, mas não quero saber nada deles. Se querem fazer as pazes é porque não têm a consciência muito limpa. Minha amizade com eles se rompeu há muito tempo. Eu não sou um homem cheio de rancores, mas não tenho interesse em vê-los, nem pela televisão. Com quem eu sim converso e tenho amizade é com Rubén Aguirre e Edgar Vivar… mas nem eles eu vejo… já estou velho e com problemas de saúde, não recebo ninguém em minha casa, não estou em condições de fazê-lo nem com meus amigos, muito menos com eles (Carlos e María)", disse Bolaños.

## Morte

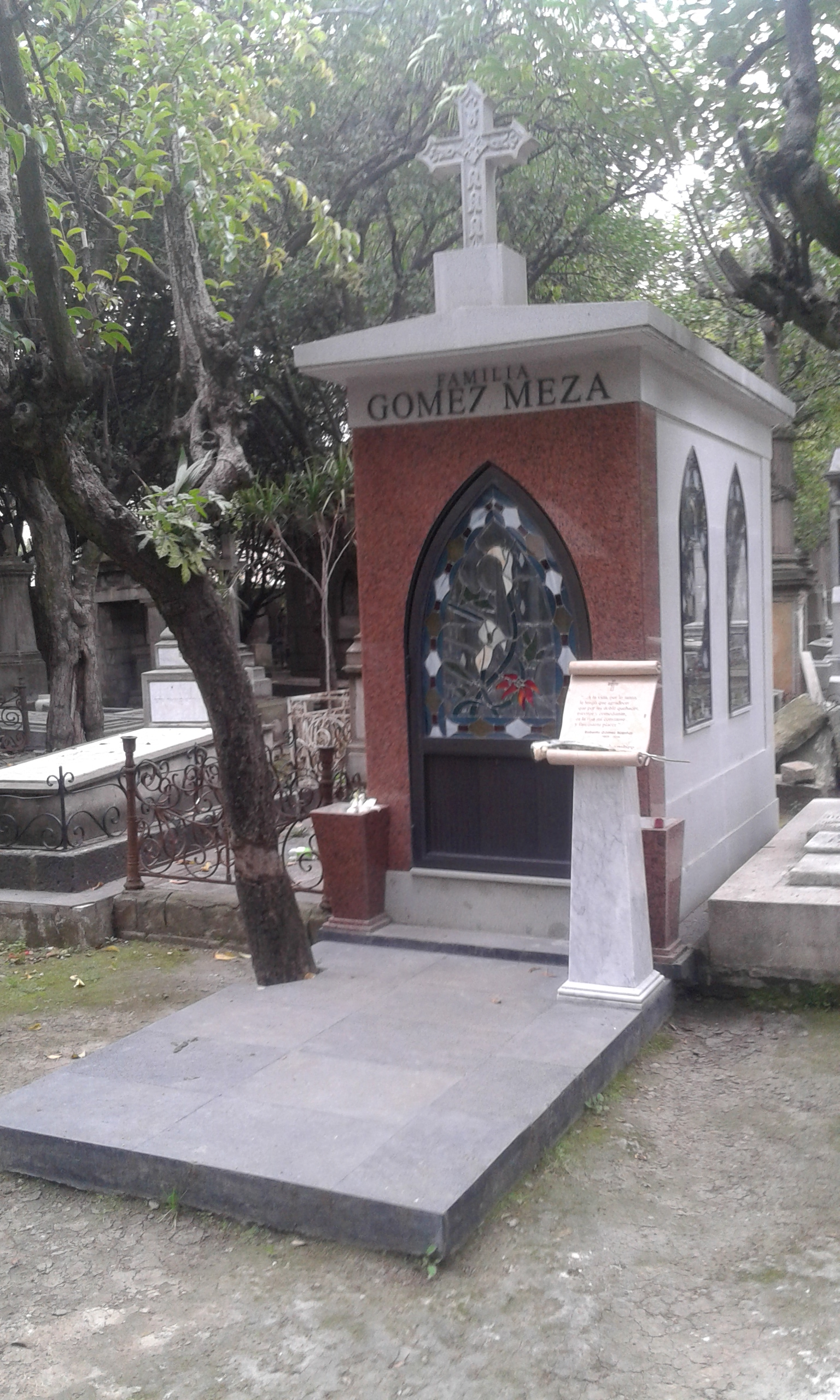
Tumba de Bolaños no cemitério Panteón Francés de la Piedad, na Cidade do México.

Roberto Gómez Bolaños faleceu aos 85 anos em Cancún, onde morava nos últimos anos de sua vida, às 14h30 (horário local) de 28 de novembro de 2014, devido a uma parada cardíaca. A notícia foi divulgada pouco tempo depois por dois dos grandes veículos de comunicação do México: a CNN México, que foi o primeiro deles; e pouco tempo depois pela Televisa, emissora onde Bolaños trabalhou por muitos anos de sua carreira. Mesmo assim, a causa da morte não foi confirmada de imediato. Ele estava com sua esposa, Florinda Meza, no momento de sua morte. Em uma entrevista, Florinda contou que, no momento da morte, Roberto exalava ar e olhava para um lugar, como se estivesse vendo algo lindo. Ele morreu nos braços de Florinda e sorrindo. O comediante sofria de problemas respiratórios crônicos e tinha mobilidade reduzida. Desde o final de 2013, Bolaños respirava com ajuda de um cilindro de oxigênio. No dia 29 de novembro, o corpo foi levado por um carro fúnebre de Cancún até à Cidade do México, num cortejo até à sede da Televisa, onde foi realizada uma missa de corpo presente. No dia seguinte, foi velado no Estádio Azteca, também na Cidade do México. No dia 1 de dezembro, o corpo de Roberto Gómez Bolaños foi enterrado no Panteón Francés de la Piedad, na Cidade do México.
Em 10 de setembro de 2015, sua viúva Florinda Meza revelou que Roberto Gómez Bolaños sofreu o Mal de Parkinson, já chegou a ser violento com ela e a doença também foi uma das causas da morte dele. Em 2015, quase um ano da morte de Bolaños, havia boatos de que Florinda Meza instalou câmeras no cemitério para ficar monitorando o túmulo dele e proibiu visitas ao local. Mas Florinda declarou que isso não é verdade e que não proibiu visitas ao túmulo. Em 2016, uma reportagem do SBT descobriu que essa história foi inventada pelos guardas do cemitério. Quando alguém vai ao cemitério tentar visitar o túmulo de Bolaños, os guardas do local dizem que Florinda monitora o túmulo em tempo real com câmeras e proíbe visitas. Se a pessoa insistir para visitar o túmulo, eles dizem que, em troca de dinheiro, podem desligar as câmeras por alguns minutos para que a pessoa visite o túmulo, sendo que as tais câmeras na verdade não existem; ou seja, toda essa história de que Florinda proibiu visitas ao túmulo de Bolaños foi inventada pelos guardas do cemitério a fim de tirar dinheiro dos visitantes.
Em março de 2016, na entrevista que deu para o apresentador Gugu, Florinda contou que Bolaños também sofreu com edemas por todo o corpo e que, por causa dos problemas para andar, o comediante teve uma profunda depressão que acabou agravando ainda mais seu estado de saúde. Além disso, a cirurgia que Roberto fez na próstata em 2009 teria sido sem necessidade, apenas para prevenir a possibilidade de um câncer. Segundo Florinda, Bolaños teve problemas de saúde pela primeira vez quando soube que seu programa iria mudar de horário pela Televisa, mas os sintomas não eram frequentes na época. Florinda contou também que, após a morte do humorista, ficou abraçada junto ao corpo dele por aproximadamente oito horas.
Em 2023, Florinda contou que o cemitério onde está o túmulo de Roberto foi saqueado durante a pandemia de COVID-19, por isso as autoridades restringiram o acesso ao local; mas Florinda disse que iria pedir às autoridades para permitirem o acesso do público ao túmulo de Roberto.

### Repercussão
O assunto se tornou um dos mais comentados do mundo, especialmente na América Latina. Várias personalidades de diversas nacionalidades falaram sobre a morte nas redes sociais, entre elas artistas do elenco das séries de Chespirito, e a sua filha Paulina Gómez:
| “                                           | Roberto não se vai. [Ele] permanece em meu coração, e no coração de tantos outros a quem fez feliz. Adeus, Chavinho. Até sempre. | ” |
| — Edgar Vivar, intérprete do "Sr. Barriga", | |   |

#### México
No México, após o anúncio da morte de Bolaños pela própria Televisa em suas emissoras, a rede passou a exibir um especial em homenagem ao ator, intitulado Chespirito gracias por siempre, por volta das 15 horas (horário do México) pela FOROtv. A exibição foi feita em streaming através do site da emissora. Edgar Vivar, um dos atores que contracenavam com Chespirito, declarou no especial que a maior recordação que terá de Bolaños será o seu bom humor. No entanto, bastante emocionado, Edgar teve dificuldade em terminar o depoimento. Na cobertura da Televisa foi anunciada em primeira mão as informações do enterro de Bolaños, dadas por Juan Ríos: no sábado, 29 de novembro, seria realizada uma homenagem de corpo presente, e no dia seguinte seu corpo seria velado no Estádio Azteca.
Ainda no dia 28 de novembro, o Presidente do México, Enrique Peña Nieto, lamentou a morte de Bolaños, enviou condolências à família e disse que o país perdeu um ícone cujo trabalho transcendeu gerações e fronteiras. Muitos fãs, tanto mexicanos como estrangeiros, foram para a frente da casa de Bolaños em Cancún e choraram a morte dele. No dia 29, os jogadores do clube América do México, o time de coração de Bolaños, o homenagearam durante a partida contra o Pumas, pelo Campeonato Mexicano. Os jogadores fizeram um minuto de silêncio antes da partida e jogaram com uma camisa com o nome "Chespirito" nas costas, enquanto na frente a camisa tinha fotos de Bolaños e a frase: "Sempre te recordaremos pelo seu grande coração azul e amarelo". Durante a partida, a imagem de Roberto também foi exibida no telão do estádio e a torcida aplaudiu. No mesmo dia, foi realizada a missa de corpo presente na sede da Televisa, que contou com a presença de Edgar Vivar, Florinda Meza, filhos e amigos de Bolaños e funcionários da própria emissora. Também esteve presente o ator Carlos Villagrán, com quem Roberto e Florinda tiveram conflitos, mas Villagrán lamentou a morte de Bolaños e abraçou Florinda Meza após a cerimônia. Um fã fantasiado de Chapolin tentou entrar na missa e foi expulso do local pelos seguranças. No twitter, Edgar Vivar publicou uma foto do último encontro dele com Bolaños e com Florinda, ocorrido em fevereiro de 2014, na véspera do aniversário de Roberto. Em pouco tempo, a foto obteve mais de 9 mil compartilhamentos no twitter. A Televisa divulgou uma canção em homenagem a Bolaños, chamada "Gracias por Siempre, Chespirito". No dia seguinte, o corpo de Bolaños foi velado no Estádio Azteca, a cerimônia foi aberta ao público e contou com a presença de 40 mil pessoas - muitas delas foram ao estádio fantasiadas de personagens de Chespirito. O mesmo fã fantasiado de Chapolin que foi expulso da missa na Televisa no dia anterior conseguiu ir ao estádio. Fotos de Bolaños foram colocadas no estádio e, junto ao caixão, foram postas duas estátuas, uma do Chaves e outra do Chapolin. O velório no Estádio Azteca foi marcado por forte emoção, tanto do público presente como da família de Bolaños e de sua esposa Florinda Meza. Durante a cerimônia, Florinda colocou flores no chão e soltou pombas brancas para homenagear Bolaños. Porém, em dado momento, Florinda se irritou e discutiu com um cinegrafista. Um coro de crianças fantasiadas de Chaves e Chapolin recepcionou o caixão e cantou a canção "Gracias por Siempre, Chespirito" em homenagem ao ator. Ao final da cerimônia, as crianças fantasiadas de Chaves e Chapolin também acompanharam o corpo de Bolaños na saída do estádio.
Em 1 de dezembro, o corpo de Bolaños foi enterrado na capital mexicana, no cemitério Panteón Francés de la Piedad, em uma cerimônia privada, realizada por volta das 12h30 no horário local. Apesar da cerimônia ter sido privada, centenas de pessoas ficaram do lado de fora do cemitério, tentando acompanhar o enterro. No dia seguinte ao enterro, as filhas de Bolaños usaram as redes sociais para agradecer o apoio dos fãs.
Houve muita comoção em todo o México. Entretanto, alguns jornalistas mexicanos e uma parte da população criticaram o grande destaque que a mídia local deu a morte de Chespirito, afirmando que isso desviou a atenção de todos da crise que o governo do país passava por causa do Massacre de Iguala, ocorrido pouco antes.

#### Equador
No Equador, a atriz María Antonieta de las Nieves estava fazendo um show como Chiquinha em um circo na cidade de Ambato, quando foi informada do falecimento de Chespirito. Ela interrompeu o show para homenagear Bolaños e disse que o céu estava em festa com a chegada dele, recebendo muitos aplausos do público. Em seguida, Nieves declarou que os atritos que teve com Bolaños não eram pessoais. A filha da atriz, Verónica Fernández, disse que Maria estava muito consternada com a notícia. Dias depois, na partida entre LDU e Emelec, os gandulas do jogo homenagearam Bolaños se vestindo como Chaves. Também foi feito um minuto de silêncio antes da partida e a imagem do humorista apareceu no telão do estádio.

#### Argentina
Na Argentina, a morte de Chespirito foi destaque nos principais jornais do país, como o La Nación. O ex-jogador e ídolo argentino Diego Maradona, fã de Chaves, disse que Chespirito não se vai, continua em seu coração e assim vai permanecer até os últimos dias de sua vida. Ele também relembrou de quando conheceu pessoalmente Chespirito no programa La Noche del 10 ("A Noite do Dez"), em 2005.

#### Peru
No Peru, políticos interromperam uma discussão sobre orçamento e realizaram um minuto de silêncio em homenagem a Chespirito no Congresso peruano. A imprensa do país lamentou a morte e relembrou as vezes em que Chespirito veio ao Peru, principalmente sua última vinda em 2008. Nessa vinda, Ximena Hoyos, uma atriz peruana e que na época tinha apenas 12 anos, fez uma entrevista com Chespirito. Ximena relembrou a entrevista e se emocionou.

#### Colômbia
Na Colômbia, uma torre comercial em Bogotá foi toda iluminada com as cores vermelho e amarelo, do Chapolin Colorado, para homenagear Chespirito. A cantora Shakira usou o  twitter para postar uma mensagem para Bolaños, dizendo que todos iriam amá-lo para sempre.

#### Chile
No Chile, durante a exibição do Teleton local, que coincidentemente estava marcado para o dia 28 de novembro, foi exibido um minuto de silêncio à memória de Bolaños, solicitado por Don Francisco. Também foi tocada a música "Que bonita sua roupa".

#### Brasil
O falecimento de Chespirito foi o assunto mais comentado no Brasil na noite de 28 de novembro de 2014, fato que foi noticiado em um telejornal da própria Televisa. Segundo Francho Barón, correspondente da emissora no Brasil, a morte de Bolaños teve um impacto enorme no país, e os principais jornais do Brasil deram destaque à manchete no dia seguinte, 29 de novembro.
O Brasil foi um dos países onde a repercussão foi mais expressiva, e se deu após a confirmação da notícia pelos maiores portais brasileiros de notícia da Internet, e pela principal comunidade sobre as séries do humorista, o Fórum Chaves, que tiveram como fonte da manchete a CNN e a Televisa. A notícia causou muita comoção e as mais diversas reações e manifestações na rede social twitter, onde hashtags sobre a morte de Chespirito estavam nos Trending Topics mundiais. A primeira emissora de televisão a anunciar a morte de Bolaños foi o SBT, emissora que exibiu várias produções de Chespirito no país, entre elas a série El Chavo del Ocho. O SBT exibiu um plantão por volta das 19 horas (horário brasileiro de verão), apresentado por Rachel Sheherazade, coincidentemente interrompendo a exibição do seriado.
Em seguida, por volta das 19h30, foi exibido o telejornal SBT Brasil, que dedicou várias matérias ao humorista, entre elas, depoimentos de fãs e personalidades brasileiras, gravados com antecedência, para serem exibidos no dia da morte do comediante. Várias emissoras de televisão do país também divulgaram notícias do falecimento de Bolaños, incluindo o Jornal Nacional da Rede Globo (que muito raramente cita artistas de outras emissoras), que o definiu como "fenômeno da cultura popular". O SBT também postou em seu site oficial uma nota sobre a morte do humorista, que foi compartilhada nos perfis oficiais da emissora no Facebook e no Twitter, que inclusive foram uma das postagens mais compartilhadas no Brasil no dia, sendo compartilhado inclusive pelo perfil da Rede Globo, maior emissora do país, que ainda completou "Fica aqui o nosso carinho. Vai deixar saudades". A atitude gerou comentários pelo fato da Globo ser uma das principais concorrentes tanto do SBT quanto da Televisa. Às 21h25 do mesmo dia, o SBT exibiu entre Chiquititas e a reprise da versão mexicana de Rebelde um especial, intitulado Obrigado Chaves, em homenagem a Chespirito, contando sua trajetória. Pouco depois, o SBT também reprisou no Programa do Ratinho a entrevista de Bolaños de 2011 dada ao apresentador do programa. Ainda neste dia, e também durante o dia seguinte, muitos famosos no Brasil se manifestaram lamentando a morte de Bolaños.
No dia 29 de novembro, por volta das 6h00 da manhã, o SBT exibiu uma maratona especial também com o título Obrigado Chaves, no mesmo horário de exibição em que Chaves era exibido toda semana. A emissora também exibiu a partir das 07h00 dentro do programa infantil Sábado Animado, e estendido por 3 horas e meia, terminando as 10h30 da manhã. Esse especial tinha sido divulgado pela emissora no dia anterior. A emissora exibiu também, durante a maratona, outros episódios de programas e esquetes de Chespirito, além do próprio Chaves. O especial foi transmitido também via streaming no canal do YouTube da emissora. Ainda como parte das homenagens, o SBT montou no pavilhão México do Memorial da América Latina uma exposição dos seriados El Chavo del Ocho e El Chapulín Colorado, que foi aberta ao público apenas no dia 30 de novembro. Na exposição, foi montada uma réplica da vila, que foi o principal cenário do seriado. No mesmo dia, a emissora transmitiu ao vivo do México o velório do ator mexicano no Estádio Azteca. A maior parte da transmissão aconteceu durante o Programa Eliana, a partir das 14h. No entanto, a transmissão já tinha começado às 11h, dentro do Domingo Legal e ancorada por Carlos Nascimento. Excepcionalmente nesse dia, o Programa Eliana foi realizado ao vivo. A transmissão do velório de Bolaños no SBT bateu recorde de audiência e garantiu à emissora o primeiro lugar no Ibope durante grande parte do tempo. No horário do Domingo Legal, a transmissão do velório registrou 9,5 pontos e picos de 13 na Grande São Paulo, ficando em primeiro lugar de forma absoluta. Já no horário do Programa Eliana, a audiência ficou em 11 pontos, a maior do ano no horário e permaneceu em primeiro lugar por 41 minutos.
Nos dias seguintes, o SBT ainda realizou mais algumas reportagens especiais em homenagem a Chespirito. O SBT Brasil, por exemplo, fez uma reportagem mostrando o bairro onde Bolaños cresceu.

### Homenagens e acontecimentos posteriores
Após sua morte, Roberto recebeu algumas homenagens póstumas. Em 2016, um busto dele foi inaugurando em Cancún, cidade onde o comediante viveu seus últimos anos. Sua viúva Florinda Meza participou da inauguração. No mesmo ano, uma praça em São Paulo recebeu o nome de "Praça Roberto Bolaños", em homenagem ao ator. O comediante também ganhou um museu, que reúne alguns de seus objetos pessoais. O museu fica na Cidade do México e é administrado pelo Grupo Chespirito. No museu também há uma réplica da vila do Chaves.
Em 2015, durante a cerimônia do Oscar, foi feita uma homenagem aos artistas falecidos em 2014. Mas Roberto não foi citado na homenagem, assim como a comediante Joan Rivers, o que gerou revolta em internautas. Alguns deles chegaram a fazer uma montagem incluindo Bolaños entre os homenageados.
Segundo levantamentos feitos pela imprensa, Bolaños teria deixado US$ 1,7 bilhão em herança para a família. Mas, em entrevista ao Gugu, Florinda Meza negou que Bolaños teria tanto dinheiro em herança.
Em março de 2015, a imprensa mexicana divulgou que Florinda Meza e os filhos de Roberto teriam brigado pela herança dele. Os filhos teriam exigido um valor maior do que foi deixado a eles no testamento, o que não teria agradado Florinda. Mas em 2016, Florinda negou que brigou com os filhos de Bolaños pela herança. Ela também confirmou que pensa em vender a casa em que ela vivia com Roberto em Cancún porque tem dificuldades para mantê-la.
Em 28 de novembro de 2015, um ano após a morte de Chespirito, Florinda Meza realizou uma missa em homenagem a ele no cemitério onde o corpo dele está enterrado. Mas houve uma confusão com a imprensa. Tentando entrevistar a Florinda, alguns repórteres acabaram derrubando um cristo e danificaram parte do altar montado para a cerimônia no cemitério, o que incomodou a Florinda. No mesmo dia, no Brasil, fãs brasileiros homenagearam Bolaños em um evento chamado "CHDay", ocorrido em São Caetano do Sul, São Paulo.
Ainda em 2015, o Chapolin Colorado, outra das principais personagens de Chespirito, ganhou uma série em desenho animado, assim como o Chaves.
Roberto deixou os direitos autorais de toda a sua obra e suas personagens para o seu filho Roberto Gómez Fernández. A única exceção foram os direitos da personagem Chimoltrúfia, da esquete Los Caquitos, que Bolaños deixou para Florinda Meza, sua esposa. Desde a morte de Roberto, Florinda vive sozinha, com muitas saudades dele.
Em 2019, foi homenageado no Brasil com a peça Chaves - Um Tributo Musical, que contou com apoio do SBT e do Grupo Chespirito. A peça esteve em cartaz em São Paulo durante o segundo semestre e foi um grande sucesso, tendo sido assistida por mais de 35 mil pessoas em sua primeira temporada. Roberto Gómez Fernández veio ao Brasil assistir a peça. No mesmo ano, o clube América do México homenageou Bolaños lançando uma camisa laranja, com o número 14 e a assinatura do ator abaixo do escudo do clube. Essa camisa é uma referência ao filme El Chanfle, em que Bolaños interpreta um roupeiro do América.
Em fevereiro de 2020, foi homenageado pelo Google com um doodle, em memória ao seu aniversário de 91 anos. No mesmo mês, o Grupo Chespirito inaugurou um restaurante na Cidade do México em homenagem a Bolaños. O restaurante recebeu o nome de "Chanfle y Recontrachanfle", uma referência ao bordão de Chapolin e ao filme El Chanfle.
Em 31 de julho de 2020, após quase 36 anos, as séries de Bolaños deixaram de ser exibidas no Brasil, devido a desentendimentos entre a Televisa e os herdeiros de Roberto. Além do Brasil, as séries também saíram do ar em todo o mundo pelo mesmo motivo. E além dos canais de TV, as séries também saíram de todos os serviços de streaming. O anúncio da saída no SBT aconteceu no telejornal SBT Brasil e terminou com o clipe da música "Boa Noite Vizinhança", uma das mais conhecidas do seriado Chaves. A saída mundial teve grande repercussão e comoção entre os fãs e o público em geral, ficando entre os assuntos mais comentados do Twitter no dia. Dias depois, o ator Edgar Vivar contou mais detalhes do ocorrido. Edgar disse que Chespirito tinha assinado um contrato com a Televisa dando a emissora os direitos de usar a criação literária dele até o dia 31 de julho de 2020. A emissora mexicana e a família de Bolaños não chegaram a um acordo para renovar esse contrato, o que fez com que a Televisa perdesse os direitos sobre as séries, roteiros e personagens de Roberto e, consequentemente, não pudesse mais exibir e distribuir as séries pelo mundo. Posteriormente, a atriz Florinda Meza também falou sobre o ocorrido. Florinda disse que a Televisa e a família de Bolaños não chegaram a um acordo por motivos financeiros: a Televisa estava querendo pagar um valor muito menor pelos direitos das séries e a família de Bolaños não aceitou a proposta da emissora. Com o fim do contrato, a família de Bolaños ficou com os direitos sobre as personagens, roteiros e a obra dele, mas sem ter as fitas dos episódios - elas seguem pertencendo a Televisa, já que foi ela quem produziu as séries. Assim, a família também não podia vender as séries para outros canais. Sem um acordo entre as partes, as séries permaneciam fora do ar em todo o mundo. Entretanto, o contrato que venceu valia apenas para as séries de Bolaños com atores, não incluía a série animada do Chaves e a série animada do Chapolin, que continuaram sendo exibidas normalmente na televisão e no streaming.
Em maio de 2021, saiu na imprensa uma notícia de que Florinda Meza teria processado Roberto Gómez Fernández, filho de Bolaños, pelos direitos das séries Chaves e Chapolin. Mas essa notícia não era verdadeira e foi desmentida pelo advogado da atriz, Guillermo Pous. O que aconteceu foi que Florinda contratou um advogado para regularizar alguns pontos do testamento de Chespirito. Esses pontos não são sobre os direitos das séries ou das personagens de Bolãnos, mas sim sobre os direitos biográficos dele. O testamente diz que Florinda tem direito a esses direitos biográficos e que, em qualquer negociação envolvendo esses direitos biográficos, a atriz tem que estar envolvida pois a ela cabe resguardar a integridade da imagem biográfica de Roberto. Até então, se pensava que Roberto Gómez Fernández era o único que deveria ficar com os direitos biográficos de Roberto, mas isso não estava dito no testamento e a atriz começou a regularizar o assunto. Não houve, portanto, nenhuma briga ou disputa judicial entre a Florinda e a família de Bolaños pelas séries, apenas o início de um processo de regularização do testamento sobre os direitos biográficos, que devem ficar com Florinda Meza e com Roberto Gómez Fernández. Quanto aos direitos das séries de Bolaños, estes seguem com a família; e Florinda não estava envolvida nas negociações entre a família e a Televisa pelas séries.
Em junho de 2022, após muitos anos de briga, María Antonieta de las Nieves fez um acordo com o Grupo Chespirito para que a Chiquinha volte a estar presente em produtos oficiais do seriado Chaves. Como Maria tinha registrado a personagem no nome dela e depois ganhado na justiça, isso fez com que a Chiquinha estivesse ausente de todos os lançamentos oficiais desde o início dos anos 2000. Uma das ausências mais sentidas pelos fãs foi na série animada do Chaves, que estreou em 2006 e teve sete temporadas, todas sem a Chiquinha.
Em junho de 2023, a produtora mexicana THR3 Media Group anunciou que irá produzir três novos projetos do universo de Chespirito. O primeiro será uma nova série animada do Chaves, que será feita em 3D e que terá a Chiquinha, ao contrário da série animada de 2006. O segundo será uma nova série animada do Chapolin, feita em 2D e que também vai mostrar a família do herói. E o terceiro será uma série com atores centrada no Seu Madruga, famosa personagem de Chaves. Antes disso, em maio de 2023, a produtora THR3 Media Group já havia anunciado que iria produzir em parceria com a HBO Max uma série biográfica contando a história de Roberto Gómez Bolaños, criador e intérprete do Chaves e do Chapolin.
Em agosto de 2023, o advogado de Florinda Meza, Guillermo Pous, anunciou que poderia haver uma ação na justiça entre a Florinda e a família de Bolaños. O motivo é que Roberto Gómez Fernández planeja fazer uma série sobre a vida de seu pai e Florinda não foi incluída nas discussões sobre o projeto, contrariando o que diz o testamento de Roberto. O advogado disse também que os direitos biográficos e de imagem de Roberto ainda não estão totalmente regularizados na justiça e que Florinda também defende que esses direitos sejam regularizados primeiro antes da produção da série. Dois meses depois, Florinda publicou um vídeo em suas redes sociais dizendo que soube, através de uma fonte segura, que pretendem retratá-la de uma forma ofensiva na série biográfica de Chespirito, o que ela não aprova. "Sei de uma muito boa fonte que nessa biografia não me tratam com respeito e muito menos com verdade. Coisa que causaria uma grande dor ao meu Roberto, se ele ainda vivesse", "Minha vida é minha vida e não quero que a usem, muito menos para lucrar", disse a atriz e viúva de Roberto. O advogado de Florinda, Guillermo Pous, também se pronunciou e disse que poderia haver duas ações legais: uma por deixar a Florinda de fora da série, usando a imagem da atriz e de Chespirito sem autorização; e outra por dano moral, por tentar retratar a Florinda de uma forma desrespeitosa. Em março de 2024, foram realizadas audiências entre os advogados de Florinda e os da produção da série para tentar chegar a um acordo. Um mês depois, o advogado da atriz, Guillermo Pous, disse que as partes não conseguiram chegar a um acordo e, com isso, o caso poderia ir para os tribunais. Em 26 de abril de 2024, Florinda divulgou uma carta aberta, em que disse que não queria processar ninguém, espera não ter que fazê-lo e que torcia por um acordo, não só entre ela e a produção da série mas também entre a família de Chespirito e a Televisa. Florinda disse ainda que pretendia defender o legado do marido.
Ainda em agosto de 2023, o Chapolin Colorado, personagem de Bolaños, fez uma participação especial no filme da DC Comics Besouro Azul, numa animação feita em stop-motion. Nos créditos, a equipe do filme agradeceu a Roberto Gómez Fernández por ter autorizado o uso da personagem no filme.
Em 2024, o Brasil sediou uma exposição da vida e obra de Roberto Gómez Bolaños e do seriado Chaves, em comemoração aos 40 anos da estreia do programa no país. A exposição foi realizada num museu em São Paulo e contou com muitos itens raros e originais trazidos do México, como figurinos usados por Bolaños e roteiros escritos por ele. Inicialmente, a exposição iria ser realizada apenas no mês de janeiro, mas foi prorrogada até o dia 4 de agosto.
Em 7 de setembro de 2024, quatro anos após a saída mundial dos programas de Bolaños, a família do humorista e a Televisa conseguiram chegar a um acordo para o retorno das séries Chaves e Chapolin na televisão e no streaming. Com isso, as séries voltaram. A volta foi anunciada primeiro nos Estados Unidos, pelos canais UniMás e Univisión e pelo serviço de streaming Vix, a  partir do dia 21. No Brasil, o SBT voltou a exibir os seriados no dia 12 de outubro. Mas a exibição deste dia foi apenas um especial, em comemoração ao Dia das Crianças. O canal chegou a anunciar a volta dos seriados regularmente para o dia 18 de novembro, mas depois cancelou esse retorno, o que revoltou os fãs. No dia 9 de dezembro, as duas séries finalmente voltaram ao ar regularmente no SBT, de segunda à sexta, no horário nobre, sendo que Chaves também ganhou uma exibição no horário do almoço às 12h45. O Multishow, que exibiu Chaves e Chapolin entre 2018 e 2020, voltou a exibir os seriados no dia 4 de agosto de 2025.

## Filmes biográficos
Algumas produções contando a história de Roberto foram feitas:
- Chespirito: El Niño que Somos: documentário mostrando a trajetória de Roberto, do nascimento até o sucesso com seus seriados mais famosos, Chaves e Chapolin. Durante o filme, o próprio Bolaños fala de sua carreira. Este documentário foi lançado diretamente em DVD no México, mas não foi lançado no Brasil.[282]
- La Historia detrás del mito - Chespirito: documentário sobre Bolaños, produzido pela TV Azteca. Também não foi exibido no Brasil.[283]
- Biografia de Chespirito: documentário do Bio Channel, exibido em 2012. Também mostra a história de Roberto e conta com depoimentos de Rubén Aguirre, Florinda Meza, Roberto Gómez Fernández, além do próprio Roberto e suas filhas. Foi o único documentário sobre Roberto que foi dublado em português e exibido no Brasil.[284]

Também foi feita uma série biográfica contando a vida de Bolaños, Chespirito: Sin Querer Queriendo. Anunciada pela primeira vez em 2018 por seu filho, Roberto Gómez Fernández, a série foi produzida em 2024 pela HBO Max, em parceria com a produtora mexicana THR3 Media Group; e lançada em 2025. Na série, Bolaños é interpretado pelo ator mexicano Pablo Cruz Guerrero.

## Filmografia
Os programas de Chespirito foram gravados no México pela rede Televisa entre os anos de 1968 e 1995, e exibidos em mais de 120 países. Seus programas chegaram a ser vistos por 360 milhões de pessoas por semana.

### Como ator
- Cómicos y canciones (1956-1968)
- Dos criados malcriados (1960)
- Dos locos en escena (1960)
- El mundo loco de los jóvenes (1967)
- Los Supergenios de la mesa cuadrada/ Chespirito(1970-1973)
- El zángano (1968)
- El ciudadano Gómez  (1969)
- Las tres magníficas (1968)
- Operación carambola (1968)
- La hermana Trinquete (1969)
- La princesita y vagabundo (1969)
- Sábados de la fortuna (1969-1970)
- El cuerpazo del delito (1970)
- La Hermana Trinquete (1970)
- El Amor de María Isabel (1970)
- Las Tres magnificas (1970)
- El amor de María Isabel (1971)
- El Chanfle (1979)
- El Chanfle 2 (1982)
- Don Ratón y Don Ratero  (1983)
- Charrito (1984)
- Musica del Viento (1988)
- Doctor Chapatín (1968-1995)
- El Chavo del Ocho (1972-1992)
- Chespirito  (1980-1995)
- El Chapulín Colorado (1970-1992)
- El Chompiras (1972-1995)
- Vicente Chambón (1979-1982)
- Chaparron Bonaparte (1970-1995)
- 11 e 12 (1992)
- Don Calavera (1993-1994)

### Como escritor
- Serie Animada del Chavo - (2006)
- Los Supergenios de la mesa cuadrada/ Chespirito (1970-1973)
- Charrito (1984)
- El Chanfle II (1982)
- El Chanfle (1979)
- Cómicos y canciones (1956-1968)
- El Estúdio de Pedro Vargas (1955-1967)
- Sábados de la fortuna (1969-1970)
- El ciudadano Gómez  (1969)
- La Chicharra (1979)
- Los legionarios (1958)
- Milionario y Vagabundo (1959)
- Angelitos del trapecio (1959)
- Los tigres del desierto (1960)
- Dos criados malcriados (1960)
- El dolor de pagar la renta (1960)
- Los desenfrenados (1960)
- Limosnero y con Garrote (1961)
- Dos Tontos y un Loco (1961)
- En Peligro de Muerte (1962)
- Los Invisibles (1963)
- Los Astronautas (1964)
- Silencio, recámara y acción (1964)
- Un Novio Para Dos Hermanas (1966)
- El camino de los espantos (1967)
- La princesa hippie (1969)
- Fray Dólar (1970)
- ¡Ahí madre! (1970)
- El Chavo del Ocho (1972-1992)
- El Chapulín Colorado (1970-1992)
- Chespirito  (1980-1995)
- Títere (1984)
- 11 e 12 (1992)

### Como produtor
- La Paloma de Marsella (1999)
- Que vivan los muertos! (1997)
- La primera noche (1998)
- Un baúl lleno de miedo (1997)
- Elisa antes del fin del mundo (1997)
- Última llamada (1996)
- Videoteatros: Véngan corriendo que les tengo un muerto (1993)
- Milagro y Magia (1991)
- El Chanfle II (1982)
- Romance sobre ruedas (1969)
- Operación carambola (1968)
- El camino de los espantos (1967)
- Un par de roba chicos (1967)
- Un Novio para dos hermanas (1967)
- Los reyes del volante (1965)
- Pegando con tubo (1961)
- Un Par... a todo dar (1961)

## Discografia

### Álbuns de estúdio
| Título                                                 | Detalhes do álbum                                                                                              |
| ------------------------------------------------------ | --- |
| Chespirito y sus canciones: no contaban con mi astucia | - Lançamento: agosto de 1976 - Gravadora: Fontana Records Polydor Records - Idioma: Espanhol - Formato: LP, K7 |
| El chavo canta: eso, eso, eso...                       | - Lançamento: 1979 - Idioma: Espanhol - Gravadora: Fontana Records, Polydor Records - Formato: LP, K7          |

### Coletâneas e Trilha sonora
| Título                                                                                   | Detalhes do álbum                                                                                         |
| ---------------------------------------------------------------------------------------- | --- |
| Así cantamos y vacilamos en la vecindad del Chavo                                        | - Lançamento: abril de 1978 - Gravadora: Fontana Records, Philips Records - Formato: LP, CD               |
| 1er. festival de la canción infantil de radio variedades: canta Chespirito y su compañía | - Lançamento: 1979 - Formato: LP, K7 - Gravadora: Fontana Records PolyGram                                |
| Síganme los buenos a la vecindad del Chavo                                               | - Lançamento: 1980 - Gravadora: Fontana Records, Polydor Records - Formato: LP, K7                        |
| Chaves                                                                                   | - Lançamento: outubro de 1989 - idioma: Português - Gravadora: Polydor Records PolyGram - Formato: LP, K7 |

## Prêmios e indicações
| Ano  | Prêmio                                                          | Indicação                                      | Trabalho             | Resultado | Ref.    |
| ---- | --------------------------------------------------------------- | ---------------------------------------------- | -------------------- | --------- | ------- |
| 1973 | Prêmio Heraldo                                                  | Melhor Programa Humorístico                    | El Chavo Del Ocho    | Venceu    | [ 291 ] |
| 1992 | Prêmio de Literatura da Sociedade Geral de Escritores do México | Roteiro de peça                                | "La Reina Madre"     | Venceu    | [ 13 ]  |
| 1997 | Mexican Cinema Journalists Awards (Special Silver Goddess)      | Por carreira e brilhante trajetória            | Personagem Chaves    | Venceu    | [ 292 ] |
| 2003 | Lunas de Auditorio                                              | Trayectoria Artística                          | Trajetória Artística | Venceu    | [ 293 ] |
| 2004 | Premio Qualitas de la Asociación a Favor de lo Mejor            | Melhor Programa de Entretenimento em Televisão | El Chavo del Ocho    | Venceu    | [ 294 ] |
| 2007 | Premio Princípios                                               | Melhor Conteúdo de Televisão                   | El Chavo Animado     | Venceu    | [ 295 ] |
| 2010 | Premio Latino                                                   | Conjunto da Obra                               | Personagem Chaves    | Venceu    | [ 296 ] |
| 2011 | Prêmio Herança Hispânica                                        | Lenda (Conjunto da Obra)                       | Carreira             | Venceu    | [ 297 ] |
| 2013 | Premio Ondas Iberoamericano                                     | Trajetória destacada na televisão mundial      | Obra e vida          | Venceu    | [ 298 ] |